# Gisborne District
Der Gisborne District ist eine Verwaltungseinheit auf der Nordinsel von Neuseeland. Der Rat des Distrikts, Gisborne District Council genannt, hat seinen Sitz in der Stadt Gisborne. Der Distrikt besitzt den Status einer Unitary Authority, da er mit seiner Verwaltung gleichzeitig die verwaltungstechnischen Aufgaben einer Region wahrnimmt, wobei die Grenzen der Region deckungsgleich mit denen des Distrikts sind.

## Geographie

### Geographische Lage
Der Distrikt ist mit 8386 km² reiner Landfläche der größte aller Distrikte auf der Nordinsel von Neuseeland. Mit 43.653 im Jahr 2013 gezählten Einwohnern kommt der Distrikt auf eine Bevölkerungsdichte von 5,2 Einwohner pro km² und zählt damit zu den Distrikten mit der geringsten Bevölkerungsdichte.
Der Gisborne District liegt im Nordosten der Nordinsel. Im Westen grenzt der Opotiki District und an einem kleinen Abschnitt im Landesinneren der Whakatāne District an. Beide zählen zur Region Bay of Plenty. Im Südwesten und Süden tut dies der Wairoa District, der zur Region Hawke’s Bay gehört. Die nördliche und die östlich Grenze des Distrikts bildet der Pazifische Ozean.
Die Landschaft des Distrikts wird von einer unterhalb 1000 m liegenden Berglandschaft mit ausgedehnten Wäldern bestimmt. Lediglich die Bergkette der Raukumara Range im Nordwesten hat höher liegende Höhenlagen. Hier ist auch der höchste Berg des Distriktes zu finden, der 1754 m hohe Hikurangi.
Einzig große Stadt im Distrikt ist Gisborne mit rund 32.700 Einwohnern. Alle anderen Orte liegen jeweils unterhalb von 1000 Einwohnern.

### Klima
Das Klima des Distrikts kann als subtropisch betrachtet werden, feucht warm im Sommer und mild im Winter. Die kühlere Luft bringenden Südwestwinde erzielen durch die Berge keine Wirkung für die Küstenregion. Die Tagestemperaturen im Sommer liegen an 65 Tagen oberhalb von 24 °C, bei rund 2200 Sonnenstunden pro Jahr. Die Niederschläge liegen zwischen rund 1000 mm in den Küstenregionen bis über 2500 mm in den verschiedenen Bergregionen.

## Geschichte
Die Region um Gisborne wurde erstmals bekannt als 1769 der britische Entdecker und Seefahrer James Cook in der damals von ihm benannten Poverty Bay landete. Um 1450 sollen in der Region Māori angekommen sein und gesiedelt haben.
Der Distrikt in seiner heutigen Form wurde während der Verwaltungsreform 1989 gebildet und entstand aus dem Zusammenschluss des Gisborne City Council, Cook County Council, Waiapu County Council, Waikohu County Council, Gisborne Harbour Board, East Cape Catchment Board und dem East Coast Pest Destruction Board.

## Bevölkerung

### Bevölkerungsentwicklung
Von den 43.653 Einwohnern des Distrikts waren 2013 19.683 Einwohner Māori-stämmig (45,1 %). Damit lebten 3,3 % der Māori-Bevölkerung des Landes im Gisborne District. Das durchschnittliche Einkommen in der Bevölkerung lag 2013 bei 24.500 NZ$ gegenüber 28.500 NZ$ im Landesdurchschnitt.

### Herkunft und Sprachen
Die Frage nach der Zugehörigkeit einer ethnischen Gruppe beantworteten in der Volkszählung 2013 60,8 % mit Europäer zu sein, 48,9 % gaben an, Māori-Wurzeln zu haben, 3,8 % kamen von den Inseln des pazifischen Raums und 2,7 % stammten aus Asien (Mehrfachnennungen waren möglich). 9,7 % der Bevölkerung gab an in Übersee geboren zu sein und 15,6 % der Bevölkerung sprachen Māori, bei den Māori 30,4 %.

## Politik

### Verwaltung
Der Gisborne District ist seinerseits noch einmal in fünf Wards eingeteilt, dem Gisborne Ward mit acht Councillors (Ratsmitgliedern) und dem Taruheru-Patutahi Ward, dem Waipaoa Ward, dem Tawhiti-Uawa Ward und dem Matakaoa-Waiapu Ward mit jeweils einem Councillor. Zusammen mit dem Mayor (Bürgermeister) bilden sie den District Council (Distriktsrat). Der Bürgermeister und die dreizehn Ratsmitglieder werden alle drei Jahre neu gewählt.

## Partnerstädte
- Palm Desert, Kalifornien, USA, seit 23. April 1981
- Nonoichi-machi, Präfektur Ishikawa, Japan, seit 30. März 1990
- Rizhao, Provinz Shandong, China, seit 3. August 1996
- Mahina, Tahiti, Französisch-Polynesien, seit 2006
- Gamagōri, Präfektur Aichi, Japan, seit 1996[9]

## Wirtschaft
Landwirtschaft, Weinbau, und das produzierende Gewerbe stellen wichtige Wirtschaftszweige des Distriktes dar, wobei erstgenannte in den ländlichen Regionen zu finden sind und Maschinenbau und andere technische Betriebe in der Stadt Gisborne und Peripherie angesiedelt sind. Die am stärksten wachsenden Bereiche der Wirtschaft zwischen den Jahren 2012 und 2014 waren der Veterinärsektor mit einer Wachstumsrate von 45,3 %, gefolgt von der Weinindustrie mit 20,2 %, der Maschinenbau mit 17,7 %, der Bereich Print & Media mit 14,7 % und technisch-wissenschaftlichen Service mit 12,4 %.
Eines der größten Unternehmen des Distriktes ist die Eastland Group, die gleichzeitig Betreiber des Stromnetzes, eines Geothermalkraftwerks, des Hafens und des Airports von Gisborne.

## Infrastruktur

### Verkehr

#### Straßenverkehr
Verkehrstechnisch angebunden ist der Gisborne District durch den New Zealand State Highway 2, der von Nordwesten kommend Gisborne mit der Stadt Opotiki auf der einen Seite und nach Süden mit Napier verbindet. Der State Highway 35 führt im gesamten Distrikt entlang der Küste und verbindet Gisborne noch einmal mit Opotiki auf einem langen Umweg.

#### Flugverkehr
Am westlichen Stadtrand von Gisborne liegt der Flughafen (IATA-Code: GIS), von dem als Regionalflughafen aus die wichtigsten Städte Neuseelands angeflogen werden. Neben einer asphaltierten Landebahn verfügt er über zwei zusätzliche Graspisten. Eine Besonderheit dieses Flughafens ist, dass seine Landebahn von einer Eisenbahnlinie gekreuzt wird. Neben Air New Zealand fliegen auch Maschinen der Sunair Aviation Ltd. verschiedene Flughäfen des Landes an.